# Union Lido
Union Lido er en campingplads i det nordlige Italien i regionen Veneto. Den er placeret ud mod kysten til Adriaterhavet. 
Pladsen åbnede i 1955 og har gennem årene udvidet flere gange, således at der i dag er over 2.500 standpladser. 
Gennem hele året arrangeres der forskellige aktiviteter både for børn og voksne, såsom musikfestivaler, børnedisko, markeder samt det populære fyrværkerishow.

## Generelt
Union Lido dækker et areal på 60 hektar, heraf er ca. 10 hektar udlagt som park og naturoase. Der er over 2.500 standpladser og 14 toiletbygninger. I nogle af områderne er der opstillet bungalows, hytter og små huse til udlejning. Der er også repræsenteret flere rejsebureauer som har fast opstillet både telte og vogne til udlejning. 
I tilknytning til pladsen er der også et 4-stjernet hotel med 76 værelser i en femetages bygning samt 24 hotellejligheder indrettet i små huse.
Pladsen er medlem af foreningen Leading Campings, der inkluderer de førende campingpladser i Europa, heriblandt to danske. Den er desuden som den første allerede i 1998 miljøcertificeret med ISO 14001 og den første plads i Italien der er godkendt som særligt handicapvenlig af den internationale forening Village for all.
Union Lido ejes af den samme familie, som i sin tid startede det. Pladsen har over 500 ansatte, heriblandt en hel del udenlandske. Således findes der bl.a. også danske ansatte på pladsen. I højsæsonen har pladsen op mod 11.200 gæster dagligt.

## Faciliteter

### Badelande

#### Aqua Park Laguna
Badelandet er etableret omkring 2000, hvor der kunne indvies et 6.000 m² stort område dækket med sand. Badelandet består af syv forskellige bassiner med forskellige dybder, rutschebaner, spabade, vandmassage samt to barer.

#### Aqua Park Mare
Badelandet er det ældste af campingpladsens to, men moderniseret løbende. Det består af fem bassiner, der alle er opvarmede, hvoraf det ene er med halvolympiske mål (25 x 12,5 meter). Et af bassinerne er desuden med vandstrøm, således at man kan flyde rundt i den på en badering.

### Stranden
Sandstranden ud mod Adriaterhavet hører til blandt de største ved en campingplads. Stranden er ca. 100 meter bred og 1,2 km lang. Kun gæster der har ophold på Union Lido har adgang til stranden. Stranden rengøres og sandet renses dagligt og der patruljerer livreddere hele dagen. På stranden er der desuden indrettet to legeområder, og der udlejes solsenge med Wi-Fi-forbindelse.
Stranden har haft Det blå flag siden 2006.

### Wellness
Tæt ved badelandet Aqua Park Mare, ligger et stort wellness-område med ni forskellige bassiner, der alle er opvarmede. Desuden er der også dampbad, sauna, solsenge samt mulighed for forskellige former af massage og skønhedsbehandlinger. 
Et andet sted på pladsen er en tidligere toiletbygning ombygget i 2010 og indrettet med wellness-område. Her har der været lagt vægt på miljøet, således at det er indrettet med LED-belysning og solceller. Området indeholder to opvarmede bassiner, to boblebade, dampbad samt solarie.

### Butikker
På campingpladsen er der to supermarkeder samt 25 andre butikker. Her sælges tøj, sko, smykker, ure, briller, bøger, blade og glasvarer fra det nærliggende Murano. Desuden er der også en bager, frisør og apotek samt en bazar med campingartikler.

### Restauranter
Der findes 8 restauranter og 12 barer placeret rundt omkring på pladsen. De fleste serverer retter fra det italienske køkken og vine fra lokale vingårde.

### Øvrige
På pladsen er der desuden et legeområde med hoppeborge og en mindre forlystelsespark. Der er mulighed for at prøve samt få undervisning i svømning, dykning, fodbold, tennis, golf, ridning, windsurfing, vandgymnastik, bueskydning samt forskellige former for fitness. Yderligere er der også en 3-D biograf.